# Emil Tischler
Emil Tischler (* 13. března 1998, Stockerau, Rakousko) je český fotbalový záložník, od srpna roku 2024 působí v SK Dynamo České Budějovice. Jeho největším fotbalovým vzorem je legendární záložník Pavel Nedvěd.

## Klubová kariéra
Rodák z městečka Stockerau na severu Rakouska. Tam také s fotbalem začínal, přes Langenzersdorf a Wiener SK se dostal až do Austrie Vídeň. V roce 2016 už jeho kroky směrovaly směrem na sever, do Česka. Jeho novým působištěm se totiž stalo Slovácko, klub sídlící v Uherském Hradišti. Tam se v následujících dvou sezónách snažil prosadit se v první mužstvu, to se mu ovšem nepovedlo, a tak volil cestu hostování. V létě 2018 poprvé přišel do FK Pardubice. Tam hrál pravidelně a během 24 zápasů dal 5 gólů, čímž pomohl k sedmému místu ve druhé nejvyšší soutěži. Na podzim roku 2019 se znovu snažil probojovat se do týmu trenéra Martina Svědíka, pod jeho vedením ale odehrál jen dvě utkání v poháru. V lednu 2020 se tak znovu hlásil na tréninku FK Pardubice. Tam během jarní části sezóny 2019/20 sice nastoupil v základní sestavě jen ve čtyřech zápasech, i tak ale pomohl pardubickému fotbalu k historickému postupu do nejvyšší soutěže. Před sezónou 2020/21 bylo jeho hostování na východě Čech prodlouženo o další rok, tentokrát i s opcí na případný přestup. V první lize debutoval 23. srpna 2020 na hřišti FK Jablonec (prohra 0:1). Svůj první gól dal přesně o týden později, když otevíral skóre ve druhém kole proti FK Teplice. Pardubice v Ďolíčku nakonec vyhrály 2:1.
V srpnu roku 2024 přestoupil do SK Dynamo České Budějovice.

## Reprezentační kariéra
Z počátku své fotbalové kariéry reprezentoval Rakousko, kde se narodil. Ještě v roce 2013 hrál za tamní výběr do 15 let. Rok před přesunem do Slovácka se ovšem rozhodl reprezentovat Česko, za které mohl hrát díky tomu, že odtud pochází jeho matka. Tam od výběru do 17 let až po nejstarší věkovou kategorii odehrál 28 zápasů, gólově se neprosadil. Ke svému „přestupu“ k České fotbalové reprezentaci v roce 2017 řekl: „Ještě v patnácti jsem hrál za Rakousko, pak jsem obdržel český pas a s mamkou jsme poslali e-mail na FAČR, že bych mohl reprezentovat i Českou republiku. Vždycky jsem chtěl hrát za Česko, protože když jsem byl malý, tak za ně hrávali velcí hráči, které jsem obdivoval, jako byl Pavel Nedvěd nebo Tomáš Rosický.“ V roce 2017 reprezentoval na Evropském šampionátu do 19 let v Gruzii. Čeští mladíci se tehdy dostali do semifinále, kde vypadli s pozdějším vítězem, Anglií.